# Приватна школа Аудентес
Приватна школа Аудентес (англ. Audentes School, ест. Audentese Erakool) — приватна міжнародна школа, розташована в столиці Естонії Таллінні. Школа є одним із підрозділів Приватної акціонерної компанії з обмеженою відповідальністю «AS Audentes», до якої входять:
- Дитячий навчальний заклад Аудентес
- Початкова школа Аудентес
- Приватна школа Аудентес
- Центр хобі Аудентес
- Спортивна гімназія Аудентес у Таллінні
- Спортивна гімназія Аудентес у Отепяе (зимові види спорту)
- Неприбуткова організація «Спортклуб Аудентес»
- Спортивний центр Аудентес
- Фітнесцентр Аудентес

## Історія
У 1996 Таніс Арро та Теа Варрак заснували акціонерне товариство Консалтингову компанію Фонтес (ест. AS-i Fontes PMP), до складу якої увійшли «Акціонерне товариство навчальний центр Фонтес» (ест. Fontese Koolituse AS) та «Приватна школа Фонтес» (ест. Fontese erakool). Паралельно із цим було відкрито філіал у Тарту. 8 квітня розпочалася організація занять та курсів у класах початкової школи, призначеної для дітей віком від 5 до 14 років. 7 вересня наступного року навчальний центр розпочав дошкільну підготовку дітей віком до 6 років
У 1997 товариство змінило назву, коли на базі навчального центру було організовано Акціонерне товариство Аудентес (АТ Аудентес), до якого входили «Вища школа бізнесу Аудентес» та «Приватна школа Аудентес». Філіал в Тарту реорганізували у відділення дитячих та юнацьких навчальних закладів, які розпочали навчання в Тарту і Гійумаа. У цьому ж році було укладено угоду оренди старих приміщень Естонської спортивної гімназії і вже наступного року заняття почали проводитися у приміщеннях по вулиці Тонді.
Товариство створило «Спортивну школу Аудентес» та «Приватну гімназію Аудентес» і після завершення ремонту восени 2000 року школа отримала нові приміщення.
У 2007 році Міжнародний університет Аудентес переїхав у нову головну будівлю по вулиці Тонді 55. Влітку «Приватна школа Аудентес» закрила свою філію в Тарту. 30 червня «Міжнародний університет Аудентес» приєднався до факультету економіки Таллінського технологічного університету.
У березні 2009 було створено нову структуру «Центр інтересів Аудентес», в якому діє дитяча школа (дитяча школа для дітей 2-6 років) та різні групи і гуртки за інтересами як для дітей, так і для дорослих.
15 травня 2010 відбулося святкування 15-річчя приватної школи Аудентес і дитячої школи та 10-річчя спортивної школи Аудентес.
У школі впровадили освітню програму «IB World School» (укр. «Світової школи міжнародного бакалаврату») і 14 червня 2011 була акредитована «Diploma Programme» (укр. Програма для здобуття диплома — програма повної загальної середньої освіти, орієнтована на учнів старших класів (11, 12 класи) власником та розробником цієї програми — некомерційним освітнім фондом «International Baccalaureate®». 1 вересня 2011 розпочато навчання учнів середньої школи за цією програмою.

## Опис
Школа розташована на території комплексу компанії Аудентес по вулиці Тонді, де збереглися частини античного парку та два маленькі ставочки. Поруч із школою розташовуються офіс Аудентес АС, дитячий заклад та початкова школа, гуртожиток для учнів, що навчаються у інтернаті, кафе, клуб за інтересами, Спортклуб Аудентес, спорткомплекс Аудентес, стадіон Аудентес, Фітнес-центр Аудентес, спортзала Естонської волейбольної спілки.

### Дитячий навчальний заклад
Дитячий навчальний заклад функціонує з 1995 року і включає:
- дитячі ясла (0 — 2 роки);
- дитячий садочок (2 — 3 роки);
- «маленька школа» (4 — 5) років;
- дошкільнятка (6 років).

Дітки у віці до 2 років виховуються і навчаються разом із мамами, які отримують заняття з основ організації здорового харчування, фізичного виховання, починаючи із навчання уміти перевертатися і повзати, до ходити і бігати. До трьох років діти мають можливість навчатися і виховуватися разом із мамою, батьком або з бабусею чи дідусем.
Після трьох років дітей привчають перебувати і навчатися у школі без мами або інших членів родини. Навчання і виховання відбувається у ігровій формі, причому, максимально можливо використовуються можливості спортивних закладів для ознайомлення дітей із різними видами спорту.
Від 4 до 5 років дітки вивчають естонську, ручну працю та музику, чергуючи занять із іграми рухливого характеру, та відзначанням святкових заходів. Вивчння англійської розпочинається після 5 років. Разом із тим, у школі є групи для діток, у яких естонська не є рідною мовою.
У віці від 6 до 7 років діти вчаться і виховуються за програмою підготовки до школи. По завершенні навчання діти отримають сертифікат «Дитячого навчального закладу Аудентес», який надає пільги у прийнятті до "Приватної школи Аудентес" і у вартості навчання у ній, однак, слід зазначити, що не всі із них зможуть стати учнями цієї школи.

### Приватна школа
У приватній школі Аудентес учні мають можливість навчатися за програмами:
- початкової загальної освіти (початкова школа);
- повної загальної середньої освіти за національною естонською програмою (середня школа);
- повної загальної середньої освіти за програмою міжнародного бакалаврату (міжнародна школа);
- системи дистанційного навчання (за національною естонською програмою).

Учні, які не навчалися за програмою «Middle Years Programme» (укр. Програма середніх років) — програмою базової середньої освіти, орієнтованою на учнів середніх класів (від 6 по 10 класи), чи які не мають достатніх знань англійської, щоб опанувати програму «Diploma Programme» (укр. Програма для здобуття диплома) — програму повної загальної середньої освіти, орієнтовану на учнів старших класівя (11, 12 класи), мають можливість ще у 10-му класі пройти підготовчу програму для того, щоб бути готовими до опанування «IB-Diploma Programme».
У приватній школі Аудентес запроваджена обов'язкова шкільна форма для учнів 1-9 класів. Єдина шкільна форма допомагає створити почуття приналежності до школи та почуття рівності для усіх учнів незалежно від статусу їх родин. Дозволяється носити тільки скромні прикраси. Шкільну форму можна переглянути та придбати в електронному магазині.
Для заоохочення талановитих і активних учнів передбачені стипендіальні програми, які регламентовані статутами про стипендіальні фонди.
Школа славиться спортивними досягненнями, традиціями та надає можливість усім учням займатися спортом і вдосконалювати свою спортивну майстерність як у спортивному клубі і спортивному центрі Аудентес, так і в спортивній гімназії Аудентес.
Часто до міжнародної школи приймають іногородніх та іноземних учнів, і для тих, хто цього потребує, передбачено інтернатну форму навчання і надання можливості проживання у гуртожитку. У школі органіговано роботу груп продовженого дня та шкільних дитячих таборів відпочинку.

### Школа дистанційного навчання

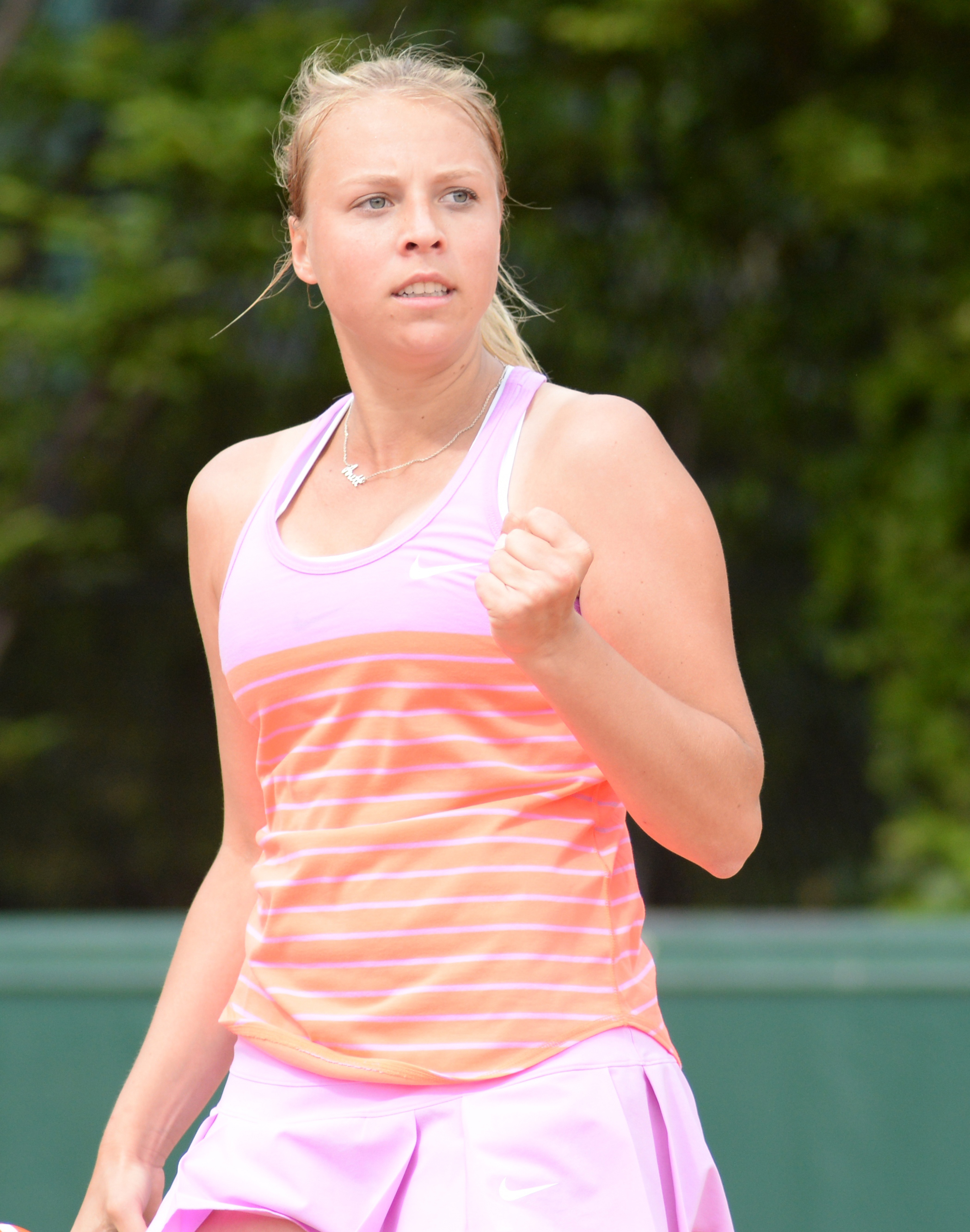
Анетт Контавейт — випускниця «E-gümnaasium» Аудентес

Середня школа дистанційного навчання Аудентес (ест. E-gümnaasium Audentese) — відділення школи, яке надає можливість здобути середню освіту через Інтернет, не відвідуючи школу щодня. Навчання у цій школі є доступним для учнів будь-якого віку та освітного рівня. Учитися можуть випускники початкових класів, які хочуть продовжити навчання у середній школі, дорослі, які залишили школу чи не змогли отримати середню освіту, особи, які мають бажання до самонавчання, спортсмени, які не можуть відвідувати школу щоденно через часте і тривале перебування у інших містах або за кордоном, діти сімей, що проживають за кордоном, і які хочуть одержати естонську середню освіту естонською мовою, учні, які через фізичний стан, стан здоров'я або з інших причин не можуть відвідувати школу щодня тощо.
Заняття в мережі Інтернет комбінуються із аудиторними заняттями, які проводяться, як мінімум, щомісячно у вихідні. Іспити і тестування проводяться у очній формі. Процес навчання у мережі кожен учень планує самостійно з тим, щоб у встановлені терміни опанувати освітню програму.
Дистанційне навчання забезпечене електронними ресурсами, включаючи програму, підручники і посібники, практичні роботи гнучкою і глибокою системою консультування, наданням посилань на додаткові навчальні матеріали і ресурси. Основними засобами є навчальне середовище Moodle та Skype. Кожен електронний курс містить чіткий план дій. Викладачі і учні підтримують особистий контакт один з одним. Із школярами також працює шкільний психолог, який знайомить та навчає їх ефективним методам самомотивації і саморегулювання для самоорганізації навчального процесу та повного і вчасного опанування необхідними знаннями і вміннями.
Школа має багаторічний позитивний досвід дистанційного навчання і гордиться своїми «е-випускниками». Найбільш відомою із них є естонська тенісистка Анетт Контавейт, яка здобувала середню освіту у приватній школі Аудентес за системою дистанційного навчання.

## Мовні програми
Основною мовою навчання є естонська мова. Англійську, як «першу іноземну», розпочинають вивчати з першого класу. У четвертому класі розпочинають вивчати російську як «другу іноземну».
Учні, 11-12 класів, які навчаються за програмою міжнародного бакалаврату, усі предмети вивчають англійською. Для тих учнів, які мають недостатній рівень знань англійської, передбачено пройти підготовчу програму ще у 10-му класі. Окрім англійської, у обсязі програми міжнародного бакалаврату забезпечена можливість вивчати іспанську, естонську, російську та українську. Українську мову і літературу мають змогу вивчати із можливістю складання іспитів за вимогами «IB Diploma Programme» на рівні «UKRAINI A LIT».